# Ice-Watch

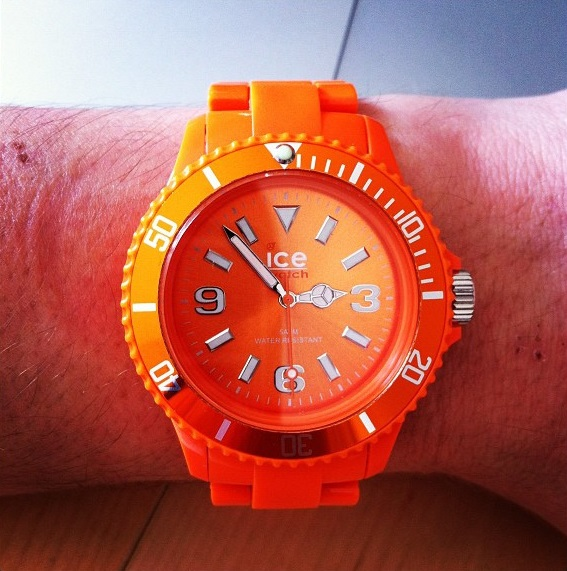
Ein Exemplar in orange

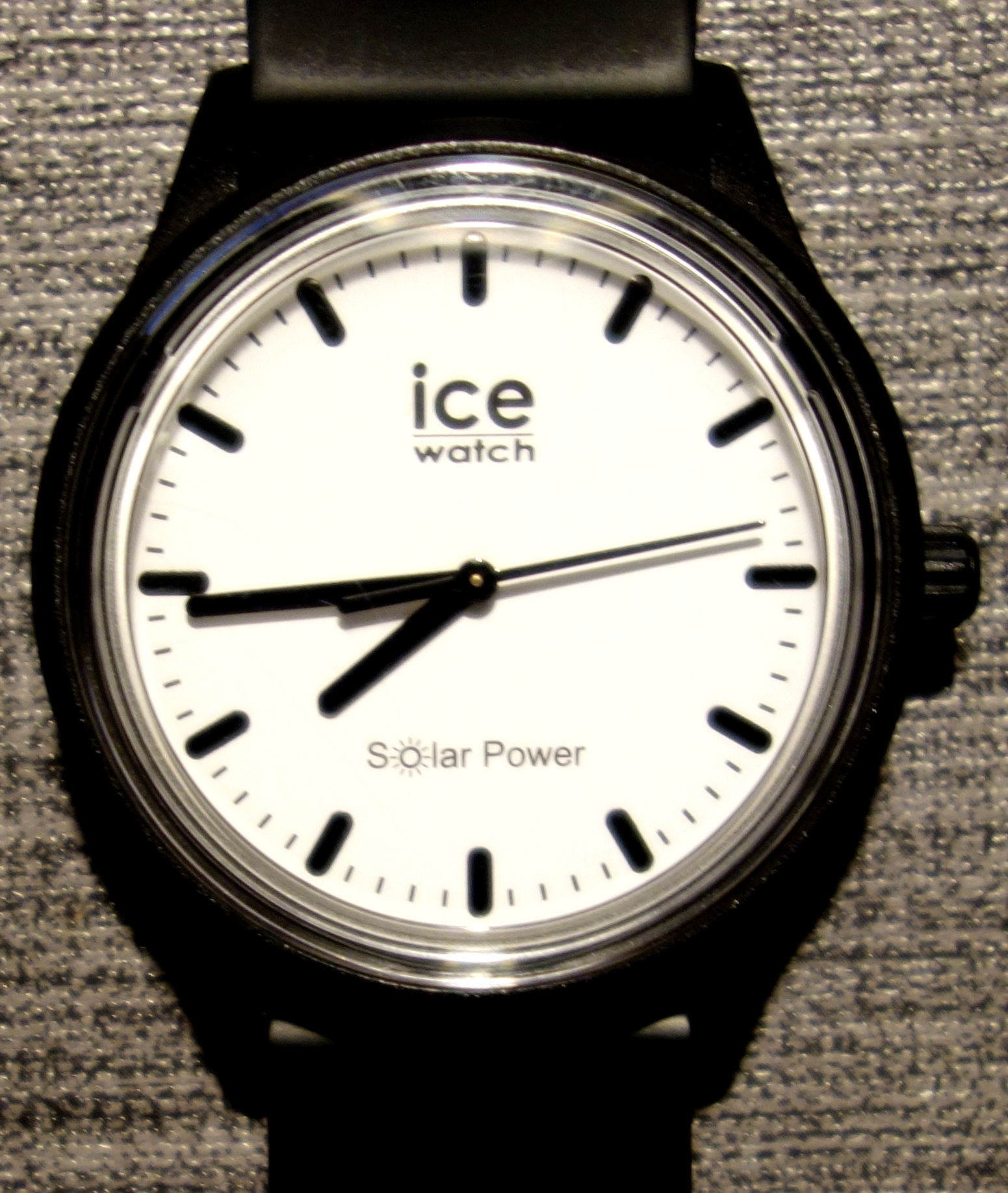
Solarbetriebenes Modell

ice-watch ist eine 2007 hervorgebrachte belgische Marke zur Vermarktung chinesischer Uhren, entwickelt vom Belgier Jean-Pierre Lutgen und dem aus China stammenden Modedesigner Polly Yu So. Hergestellt werden die Uhren in Shenzhen; für den weltweiten Vertrieb ist Hong Kong Ice Watches verantwortlich.

## Geschichte
Ihren Ursprung findet die Marke in der belgischen Region Bastogne im Jahr 2007. Das fehlende Kapital konnte die Marketing-Firma durch Vorauszahlungen der Kunden beschaffen; im Jahr 2009 konnten auf diese Weise mit einer Million Euro 330.000 Uhren in China bestellt werden. Das bedeutete eine Verfünffachung der Bestellungen. Bis Anfang 2011 konnte man insgesamt mehr als 1,7 Millionen Uhren zwischen 59 und 189 Euro verkaufen. Im Jahr 2014 vertrieben Verkaufsstellen in 80 Ländern sowie 14 autorisierte Web-Shops diese Uhren als Modeacessoires.

## Rechtsstreitigkeiten

### swatch
Der Schweizer Uhrenhersteller ist der Ansicht, der Name ice-watch sei gewählt, um mit der ähnlich klingenden Marke swatch verwechselt zu werden. („iSwatch“ ist ebenfalls deren geschützter Name). Auch der Umfang und die Gestaltung der Kollektion lassen eine Nachahmung vermuten. Daher wurde im Mai 2008 eine „Abgrenzungsvereinbarung“ geschlossen, die festlegt, inwieweit beide Unternehmen ihre jeweiligen Marken verwenden dürfen. Swatch war der Meinung, dass die Vereinbarung nicht eingehalten worden war, drang jedoch in einer Reihe von Gerichtsentscheiden nur zum kleineren Teil damit durch.

### Lego
Nachdem die Uhren in bunten, quaderförmigen Schachteln mit Noppen an der Oberseite vertrieben wurden, reichte der dänische Spielwarenhersteller Lego eine Klage gegen ice watch ein und forderte eine Abänderung der Verpackung. Käme ice watch dieser Forderung nicht nach, sollte der Uhrenproduzent eine Strafzahlung von 200 Euro pro Verpackung und 10.000 Euro pro Verkaufstag entrichten. Lego bekam vom Handelsgericht in Brüssel am 5. Dezember 2011 recht. Die Berufung bestätigte den Stop der zu ähnlichen Verpackung.